# Équipe cycliste BDC Marcpol
L'équipe cycliste BDC Marcpol est une ancienne équipe cycliste polonaise participant aux circuits continentaux de cyclisme et en particulier l'UCI Europe Tour. Elle a été créée en 2011 et a le statut d'équipe continentale de 2012 à son arrêt en fin d'année 2014.

## Histoire de l'équipe
L'équipe disparait fin 2014 à la suite de la fusion avec la formation Kolss pour devenir Kolss-BDC.

## Principales victoires
- Dookoła Mazowsza : Robert Radosz (2011) et Marcin Sapa (2013)
- Puchar Ministra Obrony Narodowej : Damian Walczak (2012)
- Mémorial Andrzej Trochanowski : Konrad Dąbkowski (2013) et Kamil Gradek (2014)
- Visegrad 4 Bicycle Race-GP Slovakia : Paweł Bernas (2014)
- Visegrad 4 Bicycle Race-GP Hungary : Paweł Bernas (2014)
- Tour de Serbie : Jaroslaw Kowalczyk (2014)
- Memorial im. J. Grundmanna J. Wizowskiego : Blazej Janiaczyk (2014)
- Tour de Chine I : Kamil Gradek (2014)

## Classements UCI
L'équipe participe aux épreuves des circuits continentaux et principalement les courses du calendrier de l'UCI Asia Tour. Les tableaux ci-dessous présentent les classements de l'équipe sur les circuits, ainsi que son meilleur coureur au classement individuel
UCI Africa Tour
| Saison | Classement par équipes | Meilleur coureur au classement individuel |
| ------ | ---------------------- | ----------------------------------------- |
| 2013   | 9e                     | Paweł Bernas (99e)                        |

UCI Asia Tour
| Saison | Classement par équipes | Meilleur coureur au classement individuel |
| ------ | ---------------------- | ----------------------------------------- |
| 2014   | 15e                    | Kamil Gradek (10e)                        |

UCI Europe Tour
| Saison | Classement par équipes | Meilleur coureur au classement individuel |
| ------ | ---------------------- | ----------------------------------------- |
| 2012   | 55e                    | Damian Walczak (207e)                     |
| 2013   | 30e                    | Konrad Dąbkowski (121e)                   |
| 2014   | 17e                    | Paweł Bernas (73e)                        |

## BDC Marcpol en 2014[5]

### Effectif
| Coureur            | Date de naissance | Nationalité | Équipe 2013 | Équipe 2015            |
| ------------------ | ----------------- | ----------- | ----------- | ---------------------- |
| Adrian Banaszek    | 21 octobre 1993   | Pologne     | BDC-Marcpol | Kolss-BDC              |
| Paweł Bernas       | 24 mai 1990       | Pologne     | BDC-Marcpol | ActiveJet              |
| Kamil Gradek       | 17 septembre 1990 | Pologne     | BDC-Marcpol | ActiveJet              |
| Kacper Gronkiewicz | 29 juin 1993      | Pologne     | BDC-Marcpol | Kolss-BDC              |
| Błażej Janiaczyk   | 27 janvier 1983   | Pologne     | Bank BGŻ    | Kolss-BDC              |
| Piotr Kirpsza      | 27 mai 1989       | Pologne     | BDC-Marcpol | Kolss-BDC              |
| Mateusz Komar      | 18 juillet 1985   | Pologne     | BDC-Marcpol | Whistle Ziemia Brzeska |
| Jarosław Kowalczyk | 23 avril 1989     | Pologne     | BDC-Marcpol |                        |
| Eryk Latoń         | 22 août 1993      | Pologne     | BDC-Marcpol | CCC Sprandi Polkowice  |
| Leszek Pluciński   | 3 juin 1990       | Pologne     | BDC-Marcpol | CCC Sprandi Polkowice  |
| Robert Radosz      | 8 juillet 1975    | Pologne     | BDC-Marcpol |                        |
| Adam Stachowiak    | 10 juillet 1989   | Pologne     | Bank BGŻ    | Kolss-BDC              |

### Victoires
| Date       | Course                                                           | Pays      | Classe | Vainqueur          |
| ---------- | ---------------------------------------------------------------- | --------- | ------ | ------------------ |
| 01/05/2014 | Mémorial Andrzej Trochanowski                                    | Pologne   | 1.2    | Kamil Gradek       |
| 16/05/2014 | Visegrad 4 Bicycle Race - GP Slovakia                            | Slovaquie | 1.2    | Paweł Bernas       |
| 17/05/2014 | Visegrad 4 Bicycle Race - GP Hungary                             | Hongrie   | 1.2    | Paweł Bernas       |
| 20/06/2014 | 2e étape du Tour de Serbie                                       | Serbie    | 2.2    | Jarosław Kowalczyk |
| 21/06/2014 | Classement général du Tour de Serbie                             | Serbie    | 2.2    | Jarosław Kowalczyk |
| 22/06/2014 | Classement général du Memorial im. J. Grundmanna J. Wizowskiego  | Pologne   | 2.2    | Błażej Janiaczyk   |
| 02/07/2014 | 2e étape de la Course de Solidarność et des champions olympiques | Pologne   | 2.2    | Kamil Gradek       |
| 02/08/2014 | 6e étape du Dookoła Mazowsza                                     | Pologne   | 2.2    | Eryk Latoń         |
| 30/08/2014 | 1re étape du Tour de Chine I                                     | Chine     | 2.1    | Paweł Bernas       |
| 01/09/2014 | 3e étape du Tour de Chine I                                      | Chine     | 2.1    | Kamil Gradek       |
| 05/09/2014 | Classement général du Tour de Chine I                            | Chine     | 2.1    | Kamil Gradek       |